# دژیباخنی
دژیباخنی (به لاتین: Dzhibakhni) یک منطقهٔ مسکونی در روسیه است که در شهرستان کایتاگسکی واقع شده‌است.